# Chellah
 (mai 2024).
Si vous disposez d'ouvrages ou d'articles de référence ou si vous connaissez des sites web de qualité traitant du thème abordé ici, merci de compléter l'article en donnant les références utiles à sa vérifiabilité et en les liant à la section « Notes et références ».
Pour les articles homonymes, voir Chella.

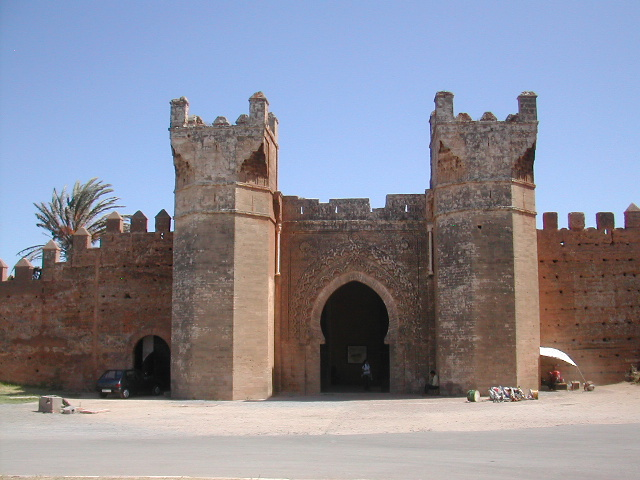
Bab Chellah

Le Chellah, (en arabe : شالة ; en amazighe : ⵛⵍⵍⴰⵀ - Cellah), est le site d'une nécropole mérinide située sur l'emplacement d'une cité antique, dans l'actuelle ville de Rabat, au Maroc, à environ 200 m du rempart almohade.
Depuis 2005, ce site archéologique accueille chaque année le festival Jazz au Chellah, et depuis 2012, fait partie de l'ensemble des sites de Rabat inscrits sur la liste du patrimoine mondial de l'Unesco en tant que bien culturel.
Après d'importants travaux de restauration, le site du Chellah a été rouvert au public le 20 mai 2024 et propose un nouveau circuit de visite audioguidée.

## Histoire et description
Le site du Chellah fut sans doute la plus ancienne agglomération humaine à l'embouchure du Bou Regreg. Les Phéniciens et les Carthaginois, qui ont fondé plusieurs comptoirs au Maroc, ont probablement habité les bords du Bouregreg.
(Jacobelly 2008)
Le Chellah conserve, en revanche, les vestiges d'une ville romaine. Les fouilles ont révélé la présence d'une agglomération d'une certaine importance ; celle de la ville citée sous les noms de Sala, par Ptolémée, et de Sala Colonia, dans l'itinéraire d'Antonin. Les restes du Decumanus Maximus, ou voie principale, ont été dégagés ainsi que ceux d'un forum, d'une fontaine monumentale, d'un arc de triomphe, d'une basilique chrétienne, etc. La voie principale de Sala a été suivie par des sondages exécutés en direction du port antique sur le Bouregreg, port aujourd'hui ensablé. Ainsi, la ville romaine dépassait l'enceinte mérinide en direction du fleuve. 
Au Moyen Âge, la ville était sous contrôle des Idrissides, puis elle est prise par Moussa ibn abi Affia en 929. En 993, les Maghraouides la prennent.  
Chellah devient capitale des Ifrenides, au début du XIe siècle, durant les conflits Ifrenides et Maghraouides de Fès au XIe siècle, et elle fut une de leurs métropoles jusqu'à l'arrivée des Almoravides. 
Le Chellah était abandonné depuis 1154, jusqu'à ce que les Mérinides  choisissent son site pour y édifier leur nécropole. Comme l'indique l'inscription en écriture coufique, qui surmonte la porte d'entrée, les travaux ont été achevés en 1339, sous le règne d'Abû al-Hassan `Alî. L'occupation du site a été progressive, et les aménagements successifs ont abouti à la réalisation d'une somptueuse nécropole.
Protégée par une enceinte importante à laquelle on accède par trois portes (la porte principale dite Porte de Sidi Yahia, la Porte des Jardins et la Porte de la Source du Paradis), la nécropole mérinide contient notamment une salle d'ablutions, une zaouïa avec un oratoire, un minaret paré de zellige et plusieurs salles funéraires, telle celle d'Aboul Hassan dont la stèle, finement décorée, repose sous un auvent à mouqanas. Plus tard, Abû `Inân Fâris, son fils, affecta, pour l'entretenir, les revenus d'un bain mérinide de Rabat, le hammâm Ej-Jdîd.
La porte de la nécropole est une porte majestueuse et guerrière. Puissante, elle est flanquée de deux bastions semi-octogonaux avec des encorbellements surmontés de merlons pointus. Cette porte de forteresse ouvre sur une petite oasis, un havre de paix d'une dizaine d'hectares où la tranquillité des lieux est interrompue de temps à autre par le claquement de bec des cigognes. Paysage clos et enchanteur, jardin à l'atmosphère magique où le sanctuaire du fondateur est au creux d'un vallon dans lequel serpente la source d'Aïn Mdafa.

## Galerie

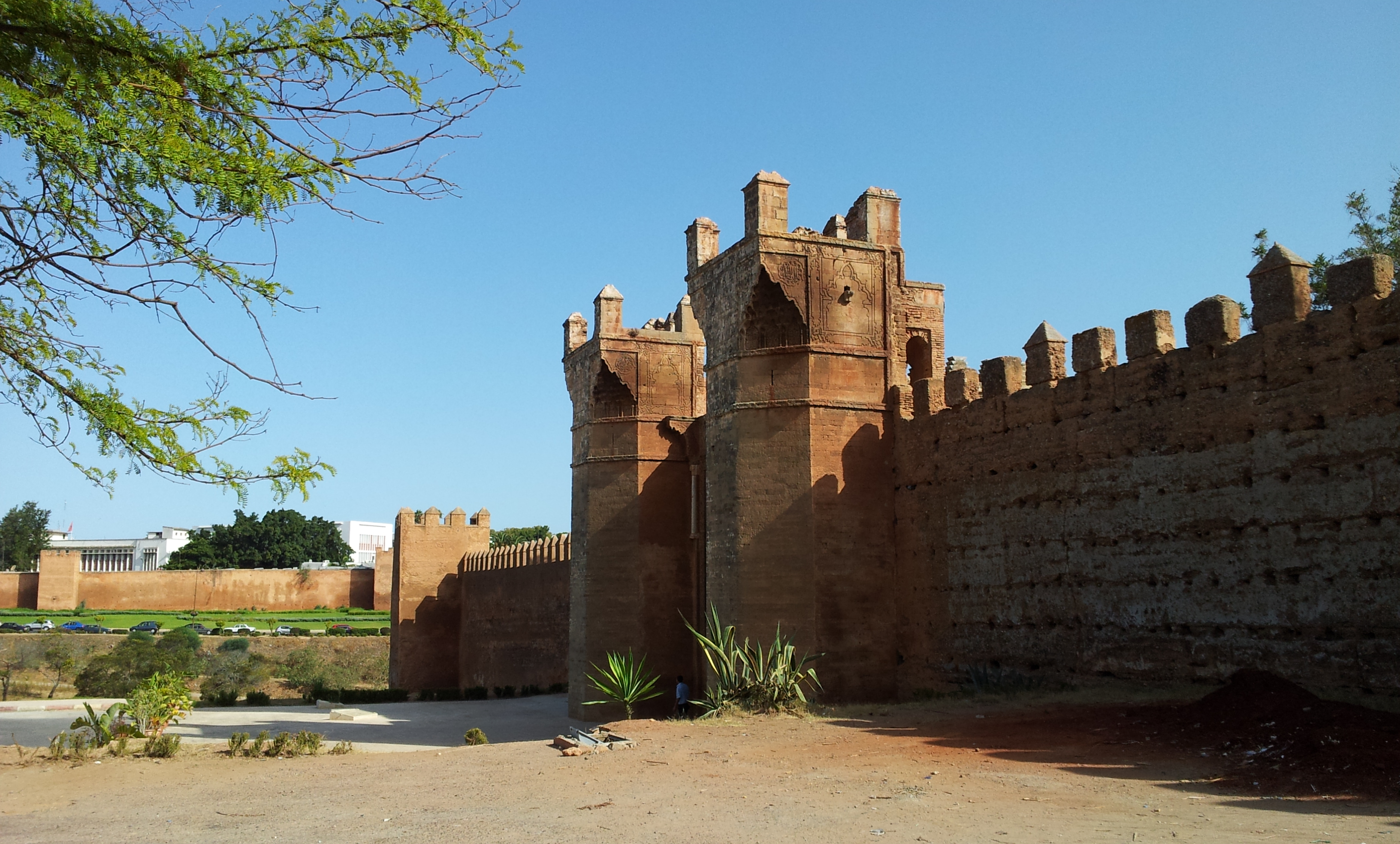
Porte principale de Chellah
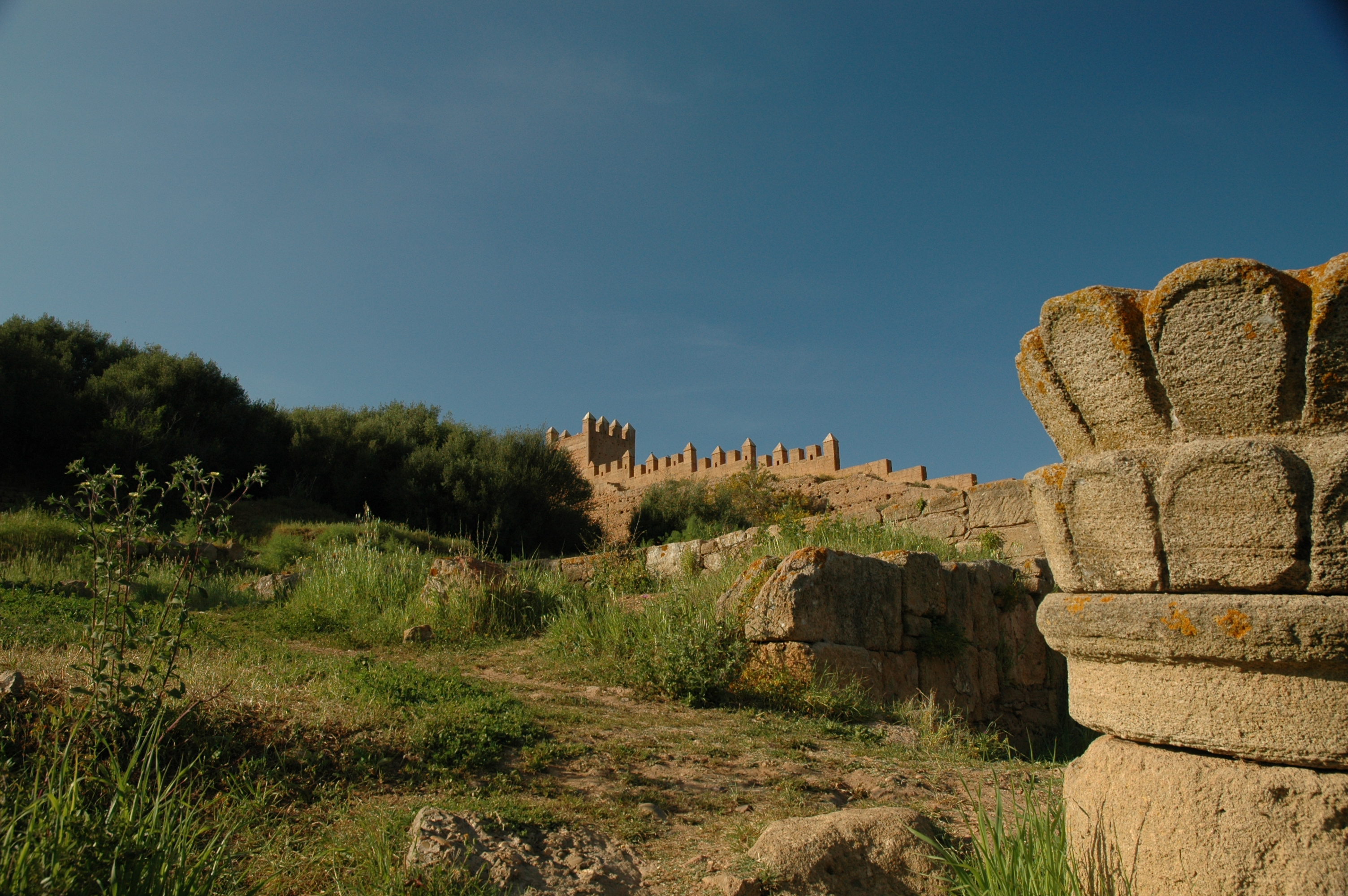
Ruines romaines et enceinte mérinide
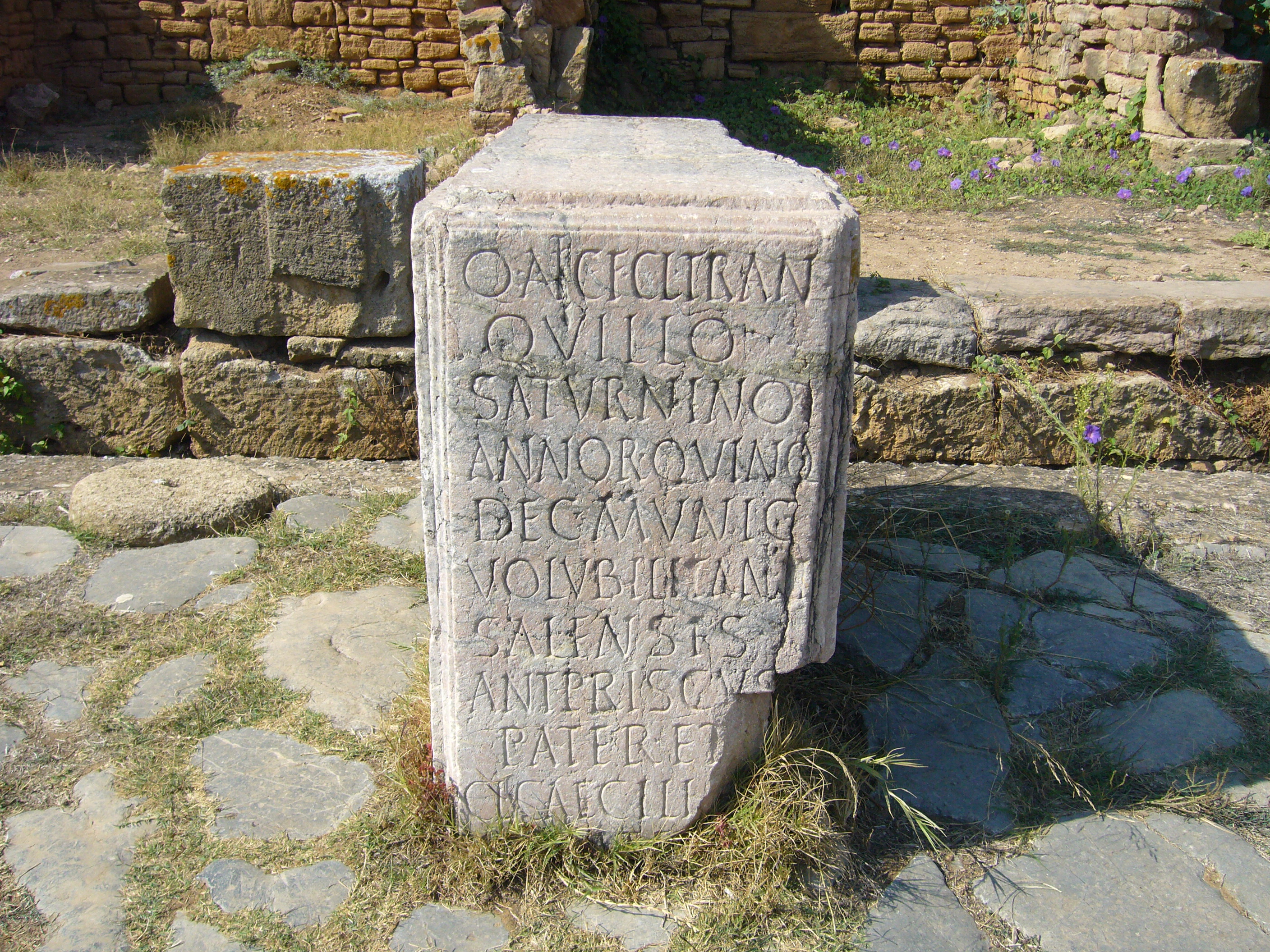
Stèle romaine
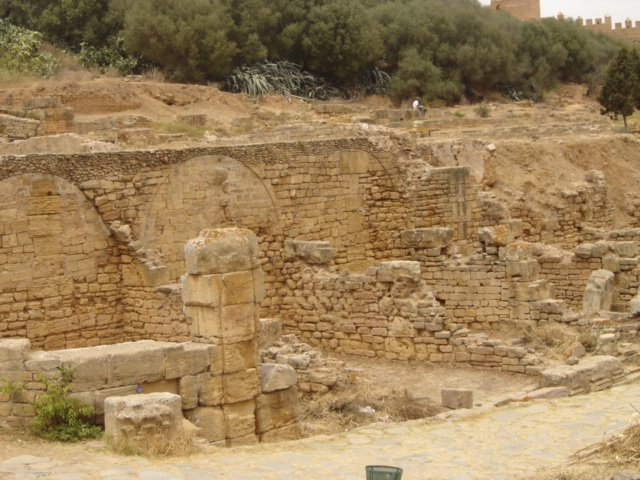
Vestiges romains de Sala Colonia
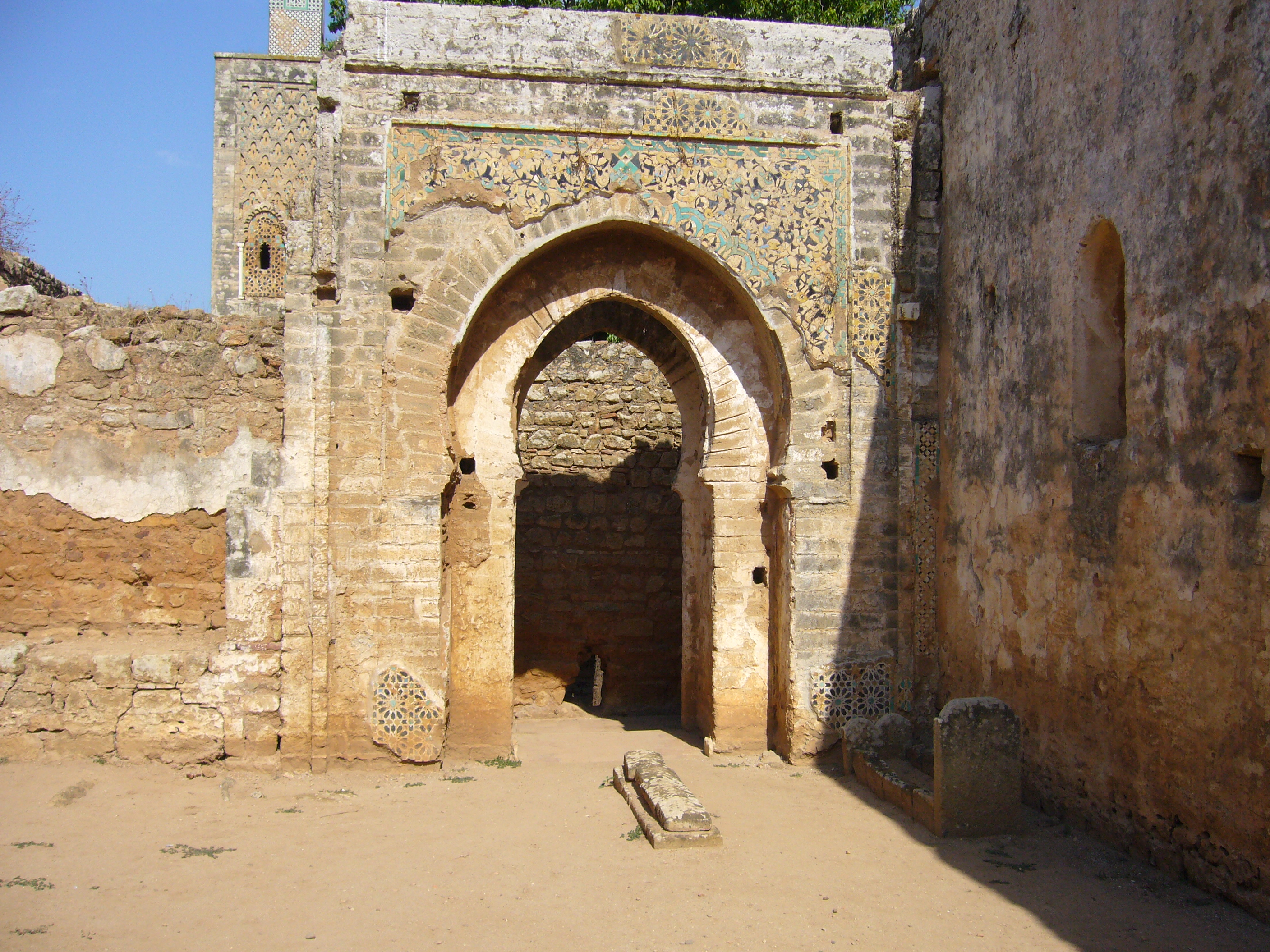
La nécropole mérinide
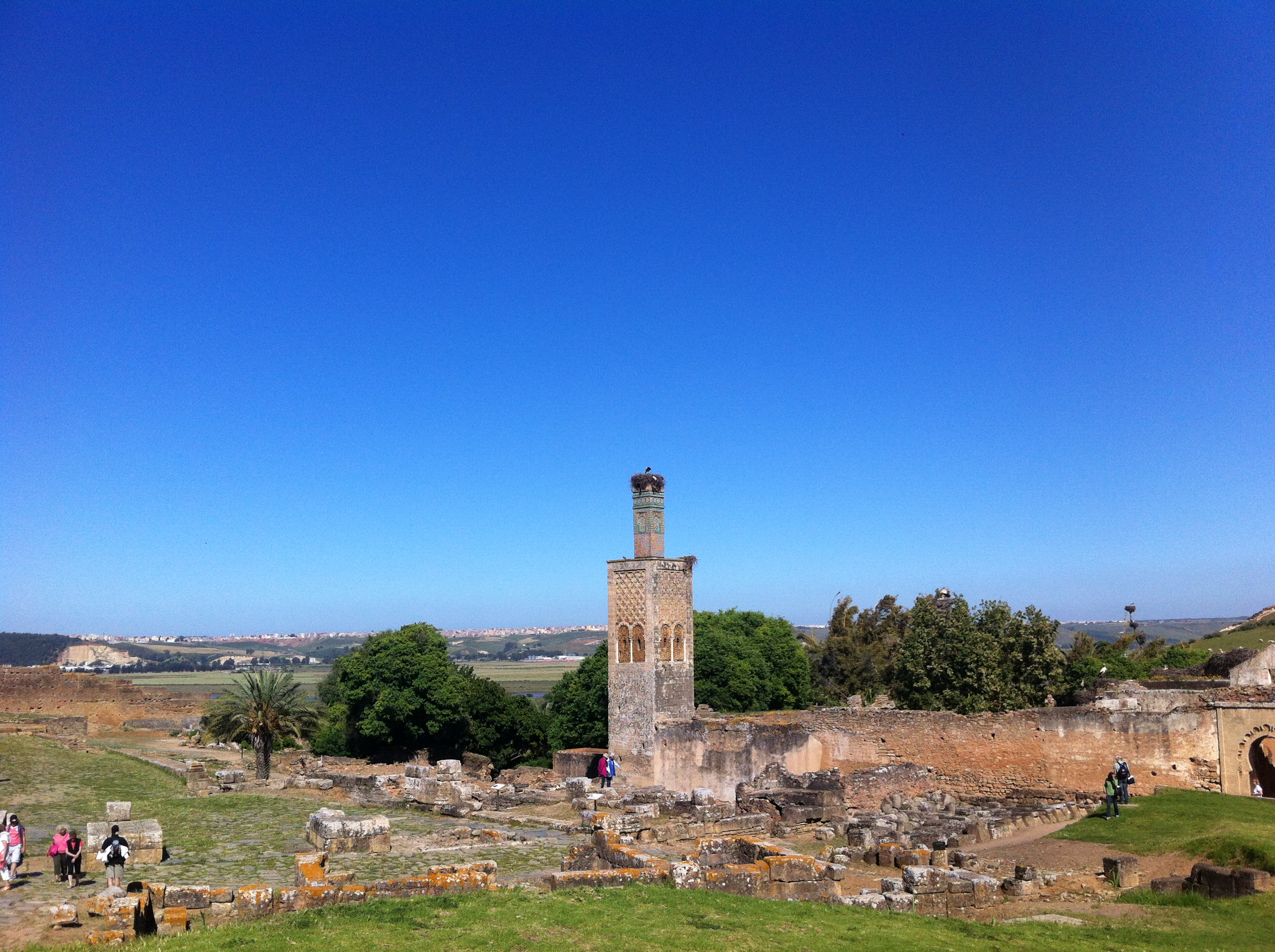
Chellah, Rabat
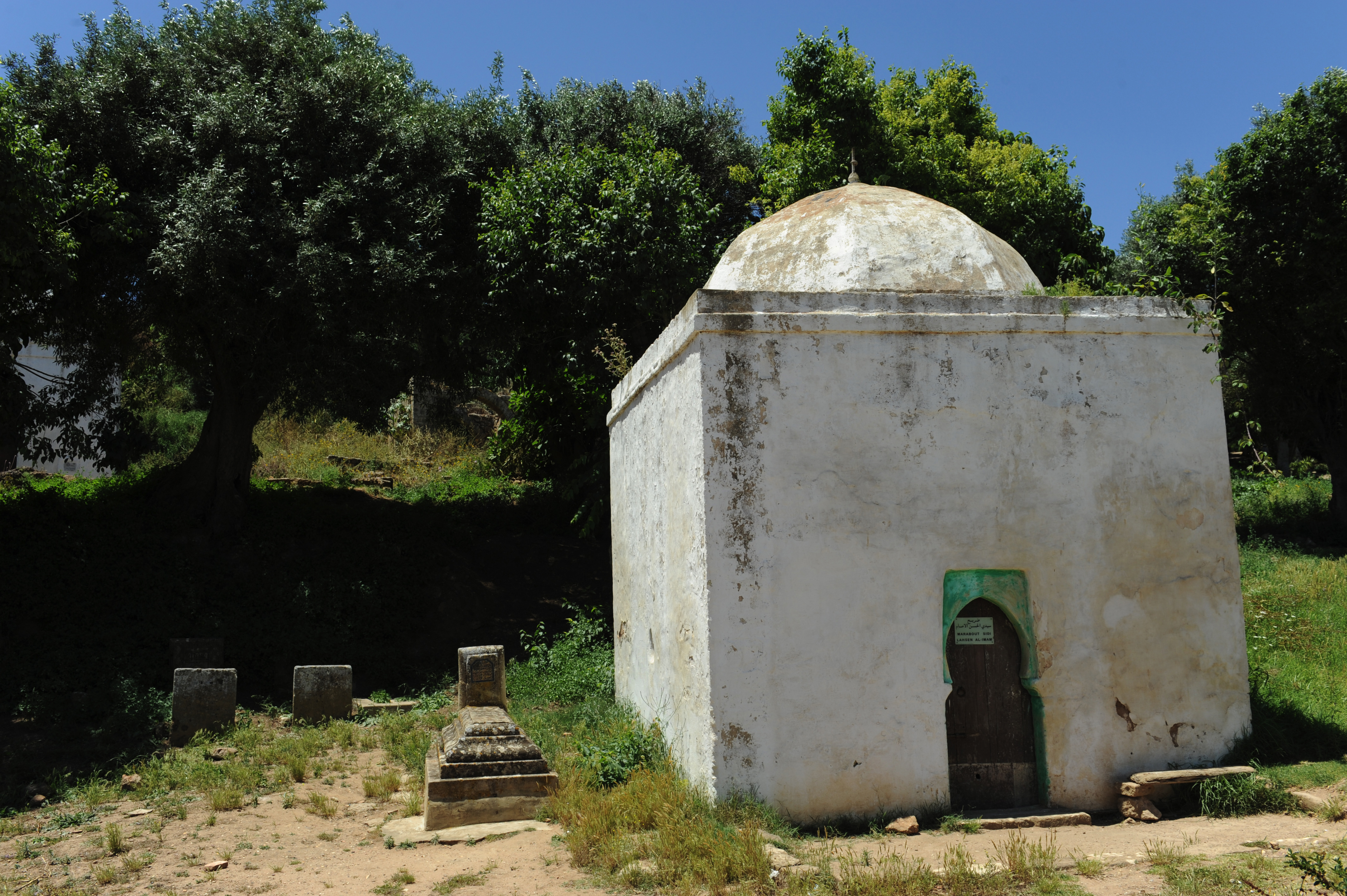
Marabout Sidi Lahcen Al-Imam
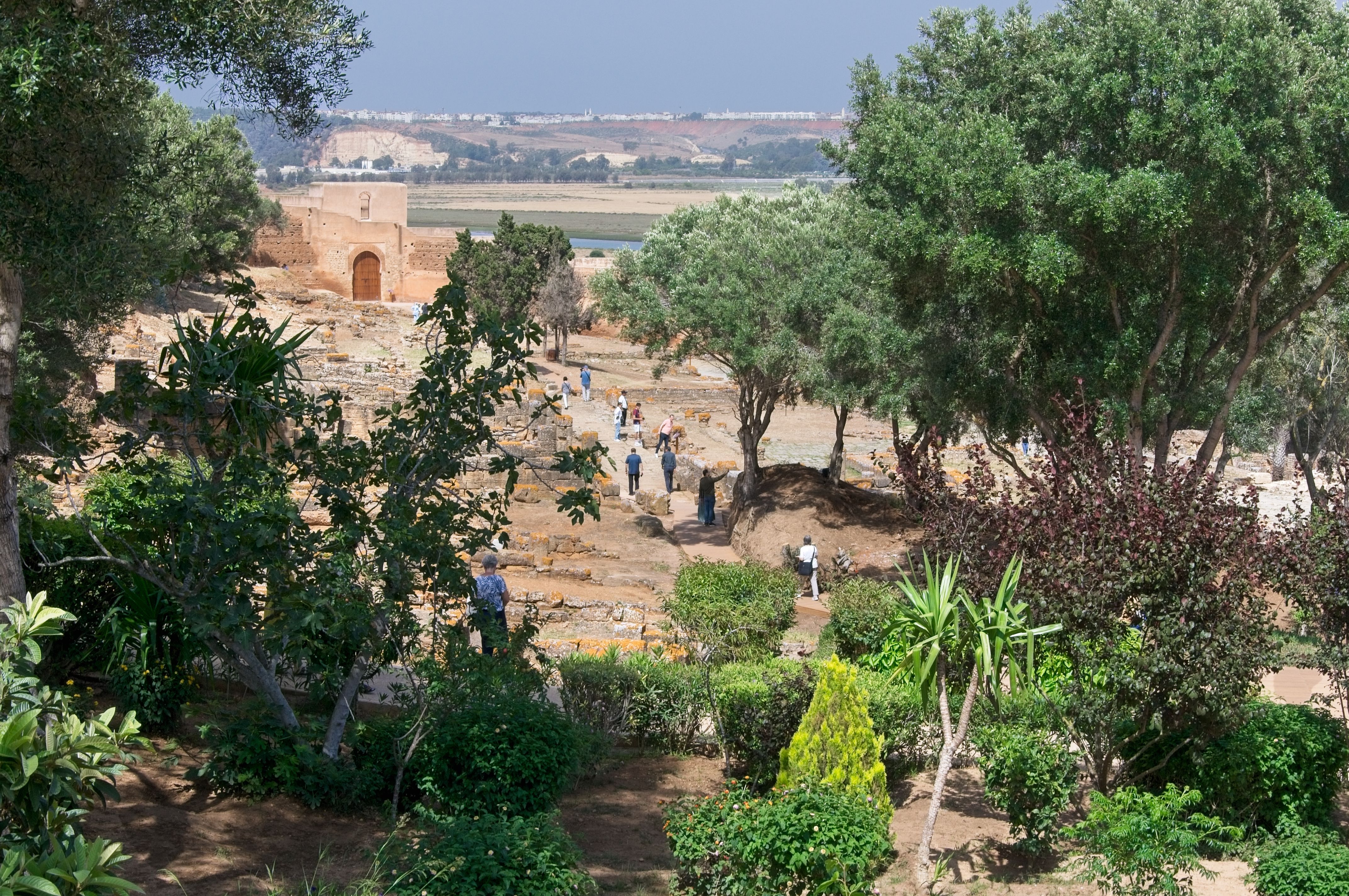
Point de vue dans l'enceinte du site du Chellah le 2 juin 2024
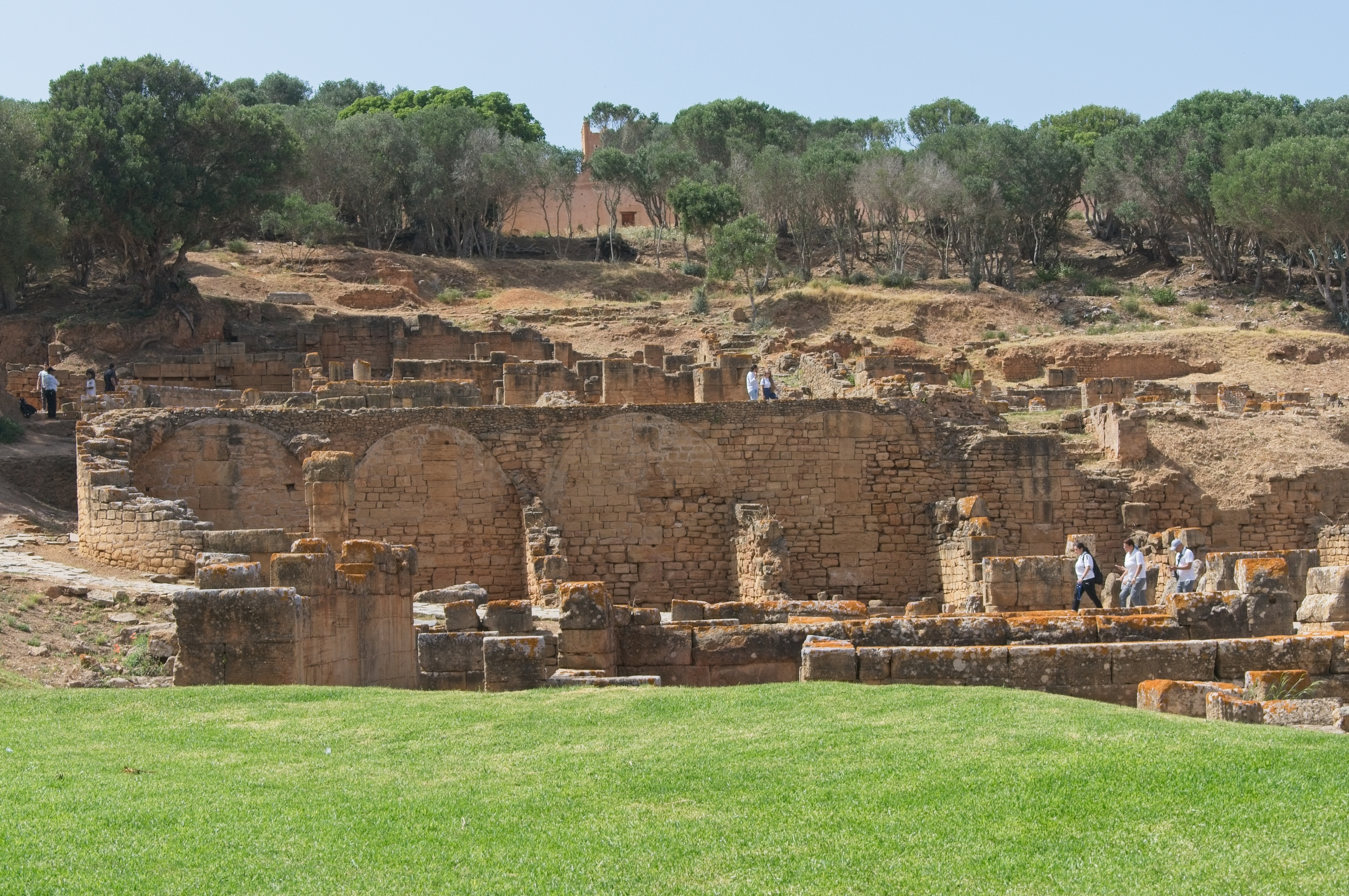
Point de vue dans l'enceinte du site du Chellah le 2 juin 2024